# Georges Darien
Georges Darien, pseudonimo di Georges Hippolyte Adrien (Parigi, 6 aprile 1862 – Parigi, 19 agosto 1921), è stato uno scrittore francese,  apprezzato, fra gli altri, da Alfred Jarry e André Breton.
Anarchico e libertario, scrisse il romanzo antimilitarista Biribi (1890) e il satirico Abbasso i cuori (Bas les coeurs, 1889). Il suo libro più famoso è Il ladro (Le Voleur), pubblicato nel 1897. Nel 1967 Louis Malle ne diresse una versione cinematografica.

## Opere

### Romanzi
- Bas les cœurs! (1889)
- Biribi, discipline militaire (1890), trad. it.: Biribi, disciplina militare, Le nubi edizioni, 2010
- Les Pharisiens (1891)
- Le Voleur (1897), trad it.: Il ladro, Einaudi, 1977
- La Belle France (1898)
- L'Epaulette (1901)
- Gottlieb Krumm (1904)

### Opere teatrali
- Les Chapons, con Lucien Descaves (1890)
- L'Ami de l'ordre (1898)
- Le Parvenu (1906)
- Le Pain du Bon Dieu (1907)
- La Viande à Feu (1907)
- La Faute Obligatoire (1907)
- Non! Elle n'est pas coupable ! (1909)
- Les Mots sur les murs (1910)
- Les Murs de Jéricho (1910)
- Les Galériennes (1910)